# 福州市

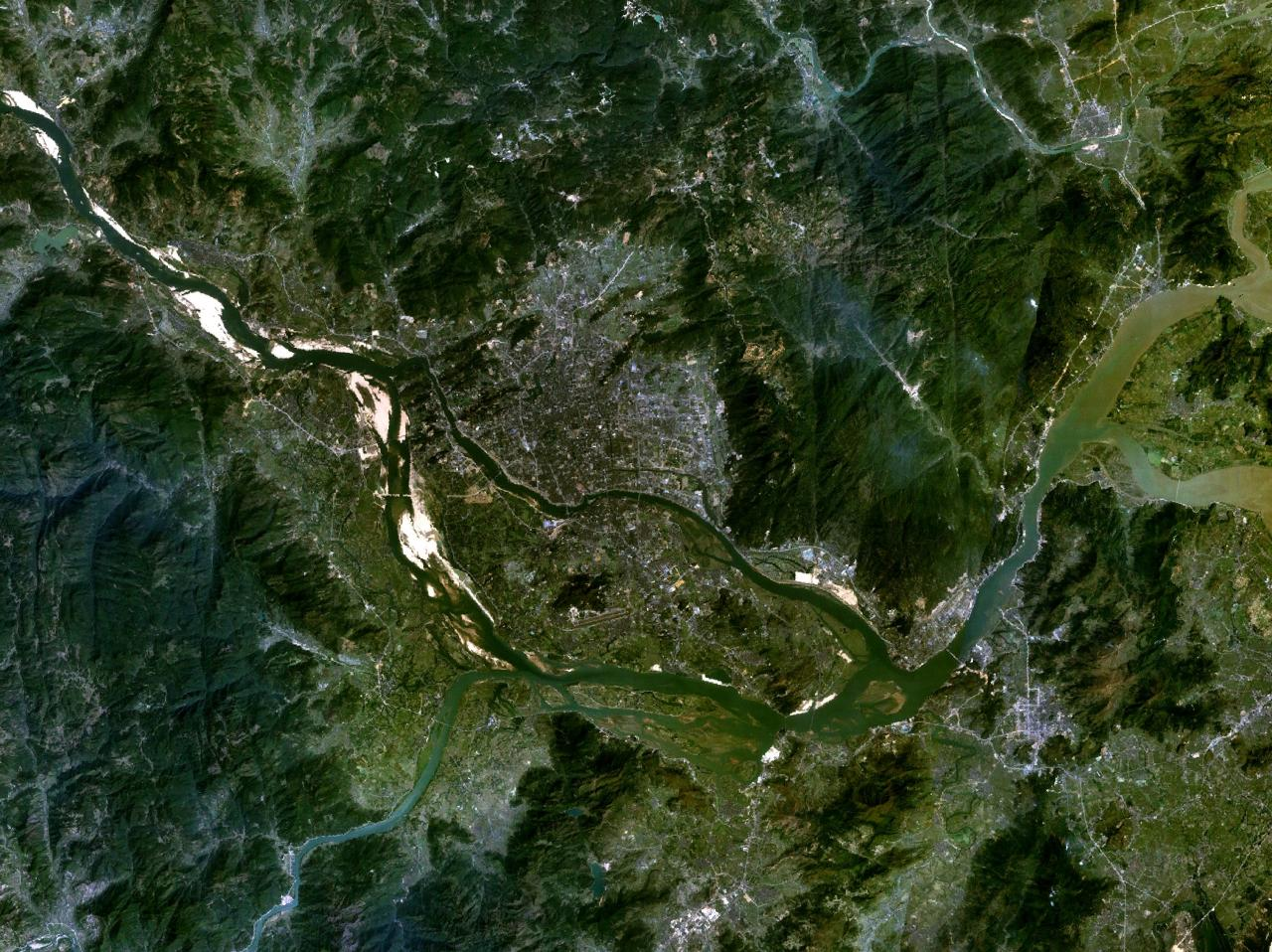
福州市の衛星画像

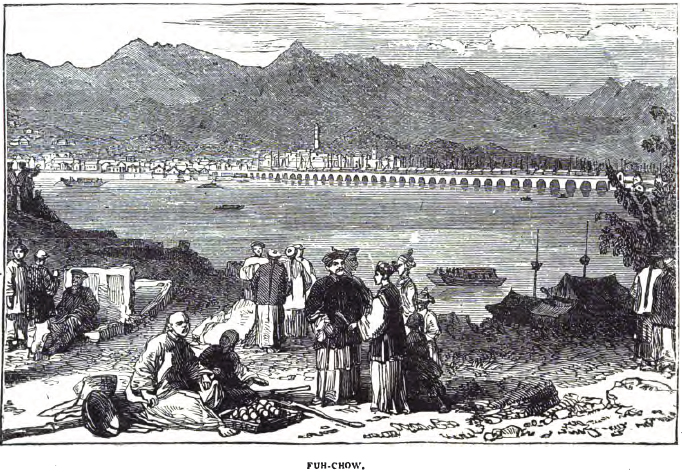
19世紀後半の福州市の様子

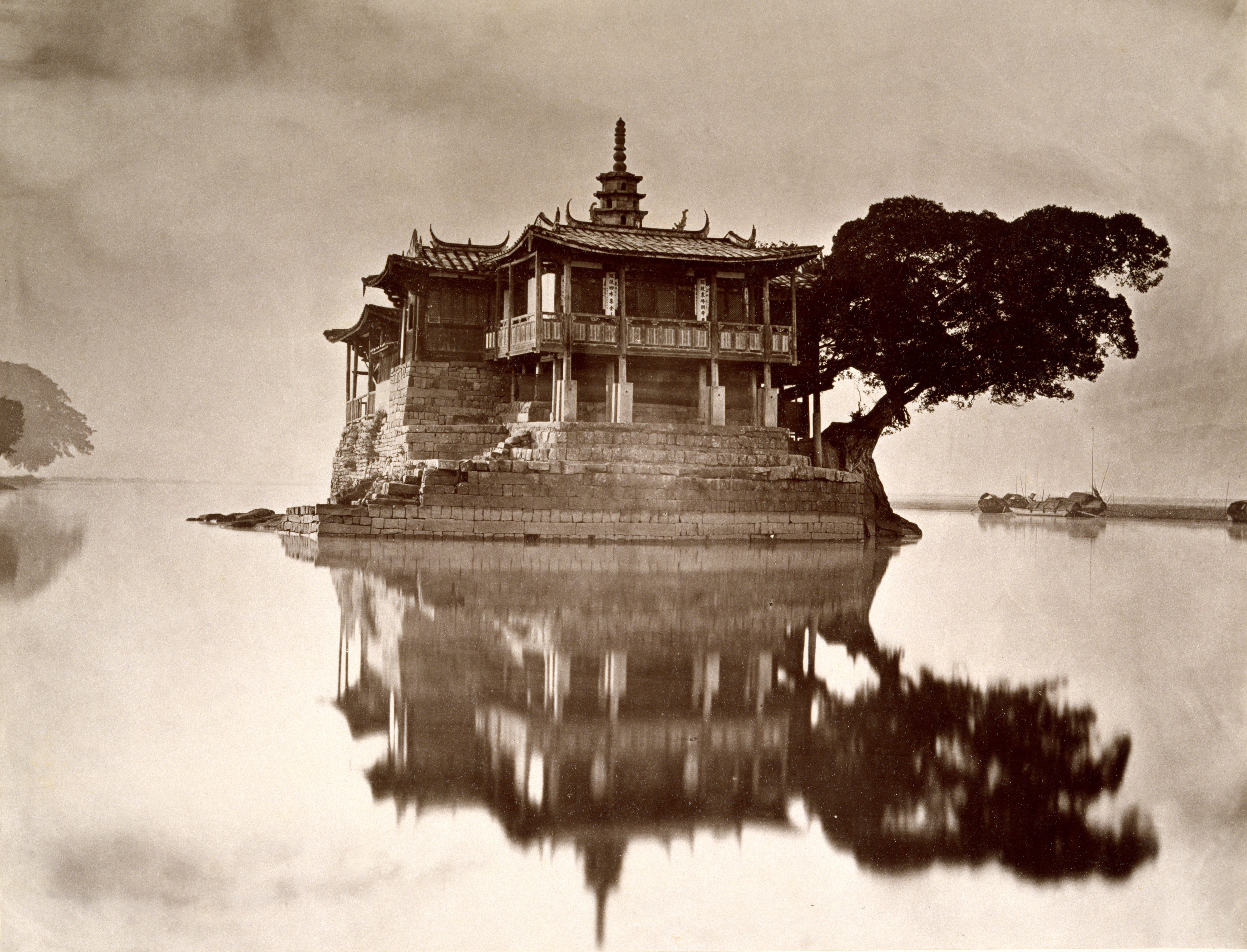
金山寺（1871年頃）

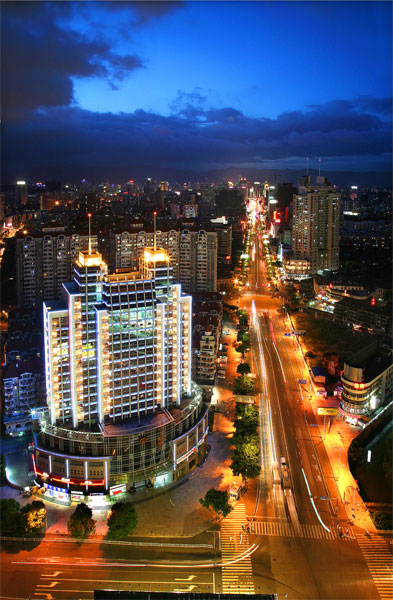
台江区の夜景

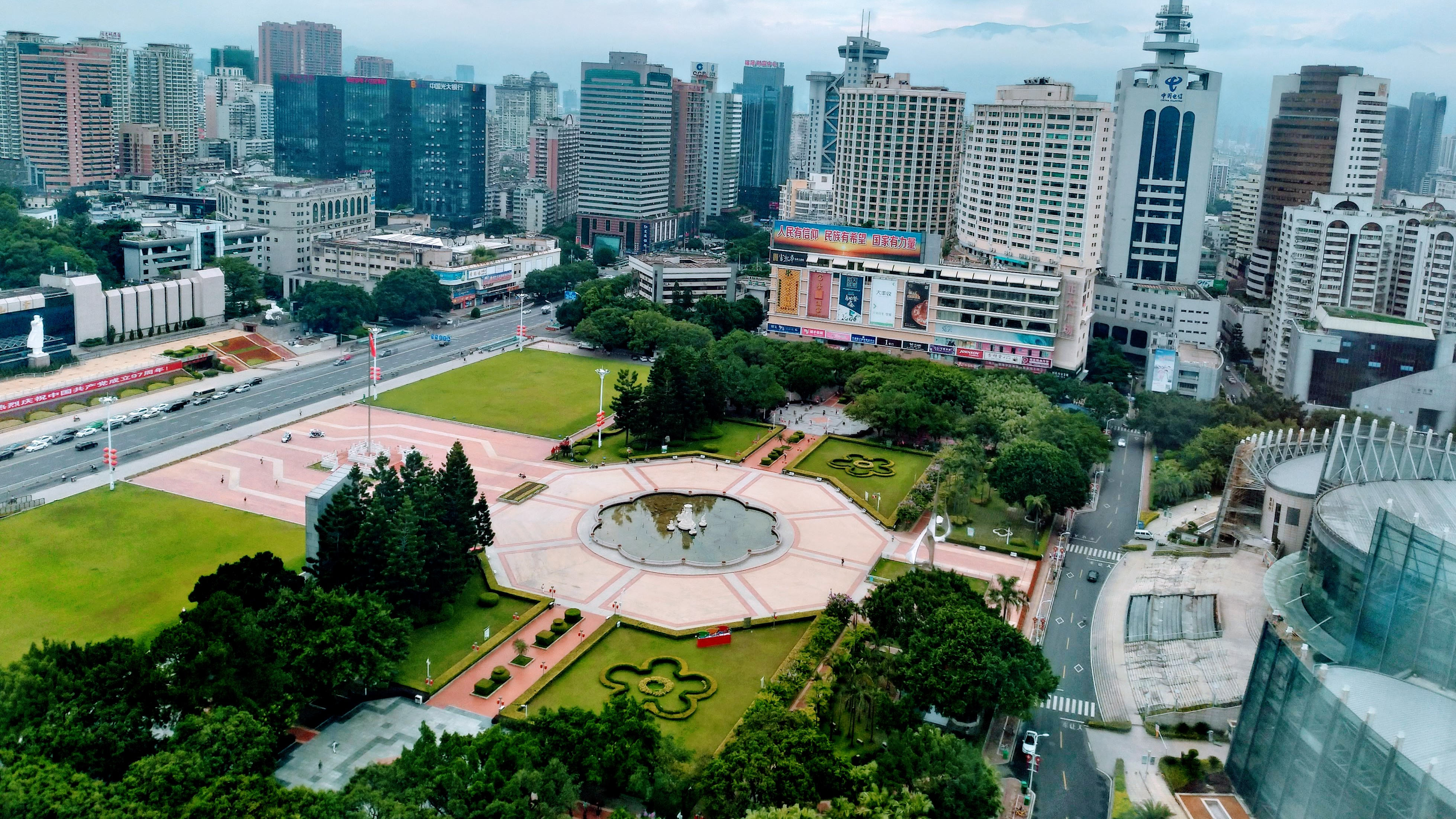
五一広場

福州市（ふくしゅうし、閩東語: 福州（Hók-ciŭ） フッチュ、簡体字中国語: 福州市、拼音: Fúzhōu、英語: Foochow/Fuzhou）は、中華人民共和国福建省の省都である。榕城（ようじょう、拼音: Róngchéng）とも称される歴史の古い町で、国家歴史文化名城に指定されている。明清代には琉球館が設置され、琉球王国との交易指定港であった。歴史上、閩越、閩、南宋、南明、中華共和国の5つの政権の首都として、福州は『五朝古都』と称されている。

## 地理
武夷山に源を発する閩江下流に位置する港湾都市である。中国語で榕樹というガジュマロの大木が市域に多数有ることから榕城とも呼ばれている。

## 歴史

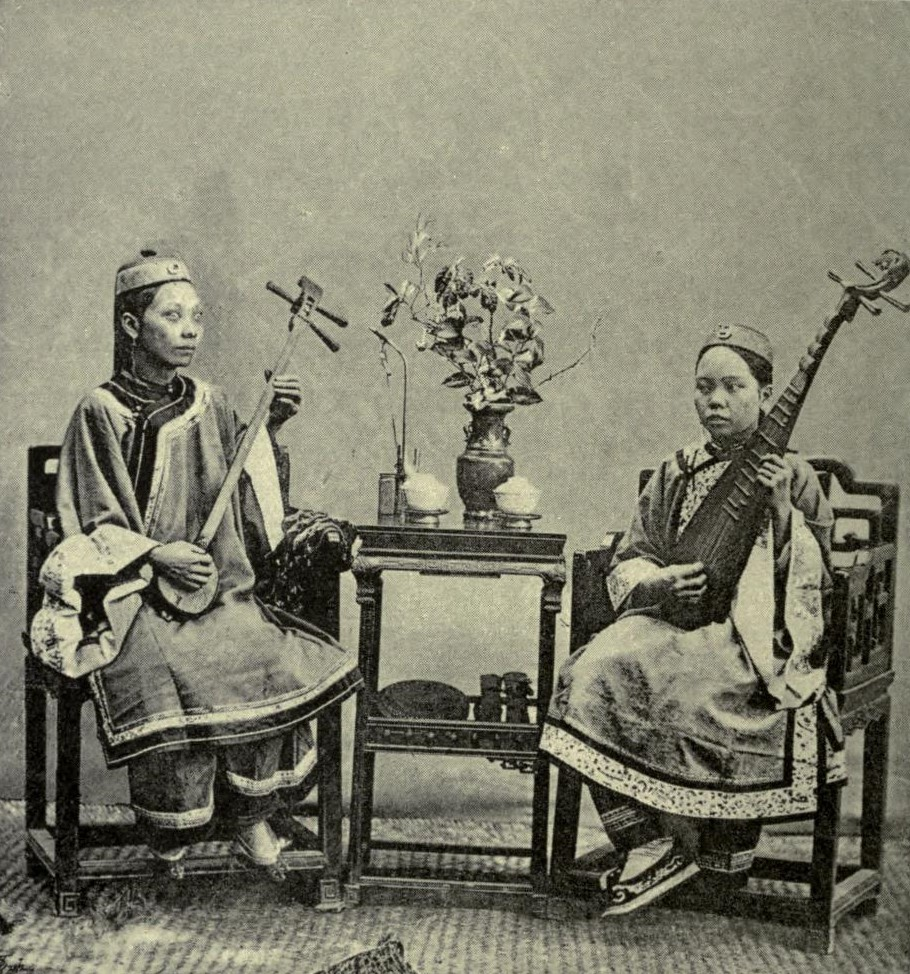
福州の女性。19世紀

新石器時代からこの地に住む閩人の領域で、戦国時代中期に越が楚に滅ぼされ、越人が多く閩地に流入し、閩越と呼ばれるようになった。紀元前220年に閩越を征服した秦の始皇帝はこの地に閩中郡を設置した。秦末、群雄が割拠すると、閩越王騶無諸が反乱を起こし、後に劉邦に属した。このため、騶無諸は漢によって閩越王に封じられ、東冶（福州の古名）はその都となった。
晋には建安郡の郡城となり、唐の開元13年（725年）に福州都督府が設置されて、福州の名が固まった。唐末には王審知が閩国（909年-945年）を建国して、福州に都した。五代十国のひとつである。この国は海外貿易などで大いに発展し、王延鈞の時期には大閩国と号し、福州を長楽府と改称した。925年に王審知が死んだ後は内紛が続いた。
宋には福州に復し、刺史が置かれた。元（1271年-1368年）に福建行中書省が設置され、最初は泉州、まもなく福州に長官が駐在した。
明（1368年-1644年）には福州に市舶司が置かれ、朝貢国である琉球王国の指定入港地となり、琉球館が置かれている。明末には南明の都が置かれたこともある。明清時代には福州は福州府治として福建の中心であった。アヘン戦争後の南京条約で福州は対外開港し、茶の輸出などで発展した。倉山には多くの外国領事館が置かれた。近代の福建は、左宗棠によって福州船政局・船政学堂が置かれたこともあって北洋艦隊・福建艦隊に人材や艦船を多数送り込んだ。清仏戦争の馬江海戦ではフランス海軍の攻撃を受けたが、再建された馬尾造船が近代造船業の発祥地となり、中華民国海軍や中国人民解放軍海軍にも大きな役割をになった。
1984年対外開放地区に指定され、同時に国家歴史文化名城にも指定された。2006年現在では経済開発区に指定されている。

## 行政区画
6市轄区・1県級市・6県を管轄する。
- 都心部：
  - 鼓楼区・台江区・倉山区・馬尾区・晋安区・長楽区
- 県級市：
  - 福清市
- 県：
  - 閩侯県・連江県・羅源県・閩清県・永泰県・平潭県

| 福州市の地図 |
| --- |
| 1 2 倉山区 馬尾区 晋安区 長楽区 閩侯県 連江県 羅源県 閩清県 永泰県 平潭県 福清市 1. 鼓楼区 2. 台江区 連江県の一部（馬祖郷）は中華民国が実効支配している。 |

### 年表
この節の出典

#### 福州市
- 1949年10月1日 - 中華人民共和国福建省福州市が発足。(1市)
- 1949年12月25日 - 閩侯専区林森県の一部を編入。(1市)
- 1951年8月28日 - 鼓楼区・大根区・小橋区・台江区・倉山区・水上区・蓋山区・鼓山区・洪山区を設置。(9区)
- 1952年2月23日 - 洪山区の一部が分立し、新店区が発足。(10区)
- 1955年3月4日 - 蓋山区・鼓山区・洪山区・新店区が鼓楼区に編入。(6区)
- 1956年5月3日 (3区)
  - 大根区が鼓楼区に編入。
  - 小橋区が台江区に編入。
  - 水上区が倉山区に編入。
- 1958年8月8日 - 閩侯県を編入。(3区1県)
- 1959年8月1日 - 閩侯県が閩侯専区に編入。(3区)
- 1960年11月3日 - 閩侯専区閩侯県の一部が分立し、馬尾区が発足。(4区)
- 1962年5月22日 (4区2県)
  - 閩侯専区連江県、福安専区羅源県を編入。
  - 閩侯専区閩侯県の一部が鼓楼区・馬尾区に分割編入。
- 1963年6月10日 - 馬尾区が台江区に編入。(3区2県)
- 1963年9月11日 - 羅源県・連江県が閩侯専区に編入。(3区)
- 1968年8月18日 (3区)
  - 鼓楼区が紅衛区に改称。
  - 台江区が赤衛区に改称。
  - 倉山区が朝陽区に改称。
- 1968年10月26日 - 紅衛区・赤衛区の各一部が合併し、郊区が発足。(4区)
- 1970年2月17日 (4区)
  - 閩侯専区閩侯県の一部が郊区に編入。
  - 郊区の一部が福安専区連江県に編入。
- 1970年6月18日 - 郊区が分割され、馬江区・北峰区が発足。(5区)
- 1973年6月5日 - 莆田地区閩侯県を編入。(5区1県)
- 1975年7月10日 - 北峰区が寧徳地区連江県の一部と合併し、郊区が発足。(5区1県)
- 1978年4月27日 (5区1県)
  - 紅衛区が鼓楼区に改称。
  - 赤衛区が台江区に改称。
  - 朝陽区が倉山区に改称。
- 1978年5月24日 (5区1県)
  - 郊区の一部が分立し、環城区が発足。
  - 馬江区が郊区に編入。
- 1982年8月19日 (5区1県)
  - 郊区の一部が分立し、馬尾区が発足。
  - 環城区が郊区に編入。
- 1983年4月28日 - 莆田地区閩清県・永泰県・長楽県・福清県・平潭県、寧徳地区連江県・羅源県を編入。(5区8県)
- 1990年12月26日 - 福清県が市制施行し、福清市となる。(5区1市7県)
- 1994年2月18日 - 長楽県が市制施行し、長楽市となる。(5区2市6県)
- 1995年10月27日 (5区2市6県)
  - 台江区の一部が鼓楼区に編入。
  - 郊区の一部が鼓楼区・台江区・倉山区・馬尾区に分割編入。
  - 郊区の残部および鼓楼区・台江区の各一部が合併し、晋安区が発足。
- 2017年7月18日 - 長楽市が区制施行し、長楽区となる。(6区1市6県)

#### 閩侯専区(1949年-1956年)
- 1949年10月1日 - 中華人民共和国福建省閩侯専区が成立。林森県・閩清県・永泰県・長楽県・福清県・平潭県・連江県・羅源県が発足。(8県)
- 1949年12月25日 - 林森県の一部が福州市に編入。(8県)
- 1950年4月19日 - 林森県が閩侯県に改称。(8県)
- 1956年3月26日 
  - 閩侯県が省直轄県級行政区となる。
  - 閩清県が南平専区に編入。
  - 長楽県・連江県・羅源県が福安専区に編入。
  - 永泰県・福清県・平潭県が晋江専区に編入。

#### 閩侯専区(1959年-1971年)
- 1959年8月1日 - 福州市閩侯県、福安専区長楽県・連江県、晋江専区永泰県・平潭県・福清県、南平専区閩清県を編入。閩侯専区が成立。(7県)
- 1960年11月3日 - 閩侯県の一部が分立し、福州市馬尾区となる。(7県)
- 1962年5月22日 (6県)
  - 連江県が福州市に編入。
  - 閩侯県の一部が福州市鼓楼区・馬尾区に分割編入。
- 1963年9月11日 - 福州市羅源県・連江県、南平専区古田県・屏南県を編入。(10県)
- 1970年2月17日 (8県)
  - 連江県・屏南県・古田県・羅源県が福安専区に編入。
  - 晋江専区莆田県・仙游県を編入。
  - 閩侯県の一部が福州市郊区に編入。
- 1971年4月13日 - 閩侯専区が莆田専区に改称。

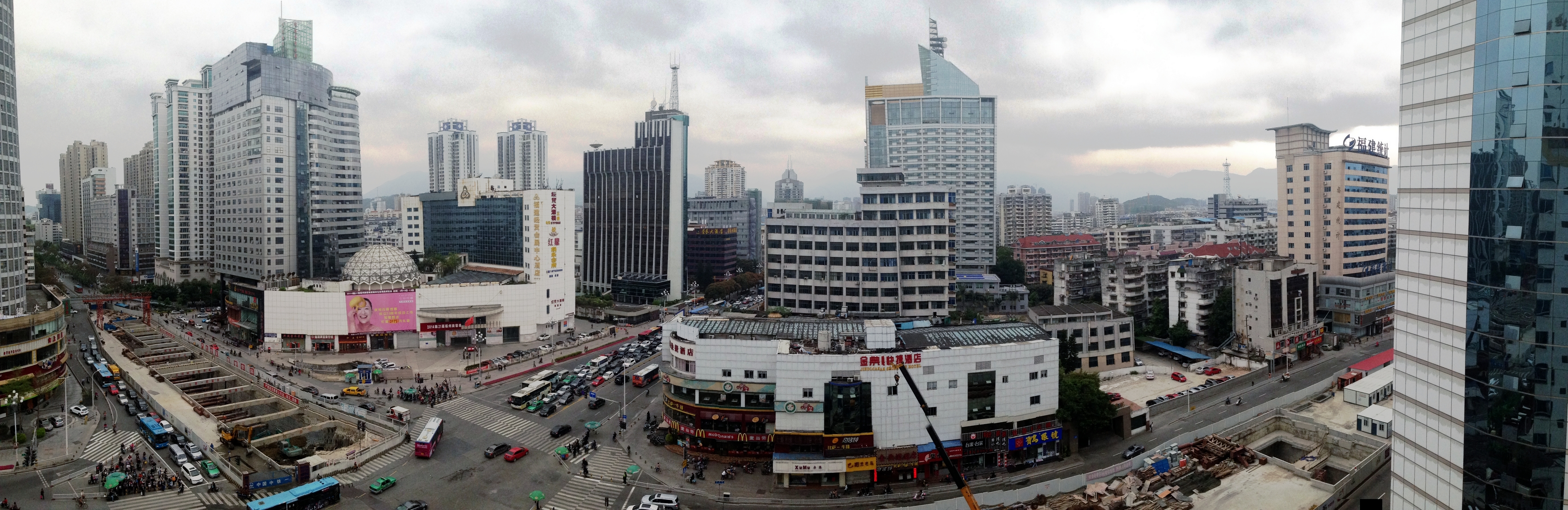
福州市都心部の遠景

## 気候
| 福州 (1991–2020)の気候                                                                    | 福州 (1991–2020)の気候 | 福州 (1991–2020)の気候 | 福州 (1991–2020)の気候 | 福州 (1991–2020)の気候 | 福州 (1991–2020)の気候 | 福州 (1991–2020)の気候 | 福州 (1991–2020)の気候 | 福州 (1991–2020)の気候 | 福州 (1991–2020)の気候 | 福州 (1991–2020)の気候 | 福州 (1991–2020)の気候 | 福州 (1991–2020)の気候 | 福州 (1991–2020)の気候 |
| 月                                                                                        | 1月                    | 2月                    | 3月                    | 4月                    | 5月                    | 6月                    | 7月                    | 8月                    | 9月                    | 10月                   | 11月                   | 12月                   | 年                     |
| ----------------------------------------------------------------------------------------- | ---------------------- | ---------------------- | ---------------------- | ---------------------- | ---------------------- | ---------------------- | ---------------------- | ---------------------- | ---------------------- | ---------------------- | ---------------------- | ---------------------- | ---------------------- |
| 最高気温記録 °C （°F）                                                                    | 23.6 (74.5)            | 28.5 (83.3)            | 30.3 (86.5)            | 36.2 (97.2)            | 37.5 (99.5)            | 39.1 (102.4)           | 41.7 (107.1)           | 40.6 (105.1)           | 39.3 (102.7)           | 36.7 (98.1)            | 33.4 (92.1)            | 26.5 (79.7)            | 41.7 (107.1)           |
| 平均最高気温 °C （°F）                                                                    | 15.5 (59.9)            | 16.6 (61.9)            | 19.3 (66.7)            | 24.1 (75.4)            | 27.8 (82)              | 31.2 (88.2)            | 34.6 (94.3)            | 33.8 (92.8)            | 31.1 (88)              | 26.9 (80.4)            | 22.6 (72.7)            | 17.8 (64)              | 25.11 (77.19)          |
| 日平均気温 °C （°F）                                                                      | 11.4 (52.5)            | 12 (54)                | 14.4 (57.9)            | 19 (66)                | 23.1 (73.6)            | 26.6 (79.9)            | 29.4 (84.9)            | 28.9 (84)              | 26.7 (80.1)            | 22.7 (72.9)            | 18.6 (65.5)            | 13.7 (56.7)            | 20.54 (69)             |
| 平均最低気温 °C （°F）                                                                    | 8.8 (47.8)             | 9.3 (48.7)             | 11.3 (52.3)            | 15.7 (60.3)            | 20 (68)                | 23.7 (74.7)            | 26 (79)                | 25.7 (78.3)            | 23.8 (74.8)            | 19.7 (67.5)            | 15.8 (60.4)            | 10.9 (51.6)            | 17.56 (63.62)          |
| 最低気温記録 °C （°F）                                                                    | −1.9 (28.6)            | −0.8 (30.6)            | 0.3 (32.5)             | 6.2 (43.2)             | 10.9 (51.6)            | 18.9 (66)              | 20.7 (69.3)            | 20.3 (68.5)            | 18.3 (64.9)            | 12.2 (54)              | 4.6 (40.3)             | −1.7 (28.9)            | −1.9 (28.6)            |
| 降水量 mm （inch）                                                                        | 56.3 (2.217)           | 78.6 (3.094)           | 129.9 (5.114)          | 139.8 (5.504)          | 189.3 (7.453)          | 228.7 (9.004)          | 150.1 (5.909)          | 193.4 (7.614)          | 133 (5.24)             | 48.7 (1.917)           | 51 (2.01)              | 43.3 (1.705)           | 1,442.1 (56.781)       |
| 平均降水日数 （≥0.1 mm）                                                                  | 10                     | 13.1                   | 16.3                   | 15.3                   | 16.9                   | 15.9                   | 10.3                   | 13.4                   | 10.4                   | 6.2                    | 7.7                    | 8.8                    | 149.0                  |
| % 湿度                                                                                    | 73                     | 75                     | 76                     | 75                     | 77                     | 80                     | 73                     | 75                     | 72                     | 67                     | 70                     | 70                     | 73.6                   |
| 平均月間日照時間                                                                          | 91.4                   | 82.3                   | 96.7                   | 112.8                  | 119.5                  | 132                    | 215.6                  | 182.4                  | 145.1                  | 142.2                  | 105.3                  | 101.8                  | 1,527.1                |
| 日照率                                                                                    | 31                     | 25                     | 24                     | 29                     | 28                     | 35                     | 54                     | 49                     | 42                     | 40                     | 37                     | 39                     | 36.1                   |
| 出典1：China Meteorological Administration                                                |                        |                        |                        |                        |                        |                        |                        |                        |                        |                        |                        |                        |                        |
| 出典2：China Meteorological Administration (precipitation days, sunshine data 1971–2000), |                        |                        |                        |                        |                        |                        |                        |                        |                        |                        |                        |                        |                        |

| 福州市（1981〜2010年平均、極値1953〜2013年）の気候 | 福州市（1981〜2010年平均、極値1953〜2013年）の気候 | 福州市（1981〜2010年平均、極値1953〜2013年）の気候 | 福州市（1981〜2010年平均、極値1953〜2013年）の気候 | 福州市（1981〜2010年平均、極値1953〜2013年）の気候 | 福州市（1981〜2010年平均、極値1953〜2013年）の気候 | 福州市（1981〜2010年平均、極値1953〜2013年）の気候 | 福州市（1981〜2010年平均、極値1953〜2013年）の気候 | 福州市（1981〜2010年平均、極値1953〜2013年）の気候 | 福州市（1981〜2010年平均、極値1953〜2013年）の気候 | 福州市（1981〜2010年平均、極値1953〜2013年）の気候 | 福州市（1981〜2010年平均、極値1953〜2013年）の気候 | 福州市（1981〜2010年平均、極値1953〜2013年）の気候 | 福州市（1981〜2010年平均、極値1953〜2013年）の気候 |
| 月                                                 | 1月                                                | 2月                                                | 3月                                                | 4月                                                | 5月                                                | 6月                                                | 7月                                                | 8月                                                | 9月                                                | 10月                                               | 11月                                               | 12月                                               | 年                                                 |
| -------------------------------------------------- | -------------------------------------------------- | -------------------------------------------------- | -------------------------------------------------- | -------------------------------------------------- | -------------------------------------------------- | -------------------------------------------------- | -------------------------------------------------- | -------------------------------------------------- | -------------------------------------------------- | -------------------------------------------------- | -------------------------------------------------- | -------------------------------------------------- | -------------------------------------------------- |
| 最高気温記録 °C （°F）                             | 27.3 (81.1)                                        | 29.9 (85.8)                                        | 32.1 (89.8)                                        | 35.7 (96.3)                                        | 37.5 (99.5)                                        | 38.7 (101.7)                                       | 41.7 (107.1)                                       | 40.6 (105.1)                                       | 39.6 (103.3)                                       | 35.7 (96.3)                                        | 33.2 (91.8)                                        | 29.6 (85.3)                                        | 41.7 (107.1)                                       |
| 平均最高気温 °C （°F）                             | 15.5 (59.9)                                        | 15.9 (60.6)                                        | 18.7 (65.7)                                        | 23.5 (74.3)                                        | 27.4 (81.3)                                        | 30.7 (87.3)                                        | 34.5 (94.1)                                        | 33.8 (92.8)                                        | 30.5 (86.9)                                        | 26.7 (80.1)                                        | 22.5 (72.5)                                        | 17.9 (64.2)                                        | 24.8 (76.6)                                        |
| 日平均気温 °C （°F）                               | 11.2 (52.2)                                        | 11.6 (52.9)                                        | 14.0 (57.2)                                        | 18.5 (65.3)                                        | 22.7 (72.9)                                        | 26.2 (79.2)                                        | 29.2 (84.6)                                        | 28.8 (83.8)                                        | 26.2 (79.2)                                        | 22.4 (72.3)                                        | 18.2 (64.8)                                        | 13.4 (56.1)                                        | 20.2 (68.4)                                        |
| 平均最低気温 °C （°F）                             | 8.5 (47.3)                                         | 9.0 (48.2)                                         | 10.9 (51.6)                                        | 15.2 (59.4)                                        | 19.6 (67.3)                                        | 23.2 (73.8)                                        | 25.8 (78.4)                                        | 25.5 (77.9)                                        | 23.4 (74.1)                                        | 19.5 (67.1)                                        | 15.3 (59.5)                                        | 10.3 (50.5)                                        | 17.2 (63)                                          |
| 最低気温記録 °C （°F）                             | −1.2 (29.8)                                        | −0.8 (30.6)                                        | 1.1 (34)                                           | 5.2 (41.4)                                         | 11.1 (52)                                          | 15.4 (59.7)                                        | 20.1 (68.2)                                        | 20.4 (68.7)                                        | 15.0 (59)                                          | 9.6 (49.3)                                         | 3.1 (37.6)                                         | −1.7 (28.9)                                        | −1.7 (28.9)                                        |
| 降水量 mm （inch）                                 | 50.1 (1.972)                                       | 85.5 (3.366)                                       | 142.8 (5.622)                                      | 154.9 (6.098)                                      | 188.9 (7.437)                                      | 199.9 (7.87)                                       | 124.4 (4.898)                                      | 167.7 (6.602)                                      | 154.8 (6.094)                                      | 47.7 (1.878)                                       | 41.0 (1.614)                                       | 34.0 (1.339)                                       | 1,391.7 (54.791)                                   |
| 平均降水日数                                       | 9.7                                                | 14.4                                               | 17.3                                               | 16.7                                               | 16.9                                               | 15.4                                               | 10.2                                               | 11.8                                               | 11.6                                               | 6.5                                                | 7.0                                                | 7.4                                                | 144.9                                              |
| % 湿度                                             | 73                                                 | 77                                                 | 78                                                 | 77                                                 | 78                                                 | 80                                                 | 75                                                 | 75                                                 | 74                                                 | 69                                                 | 69                                                 | 69                                                 | 74.5                                               |
| 平均月間日照時間                                   | 97.5                                               | 75.2                                               | 89.0                                               | 106.9                                              | 123.0                                              | 134.6                                              | 221.6                                              | 191.2                                              | 142.1                                              | 140.8                                              | 117.5                                              | 120.9                                              | 1,560.3                                            |
| 出典：中国气象局 国家气象信息中心 2014-01-01       |                                                    |                                                    |                                                    |                                                    |                                                    |                                                    |                                                    |                                                    |                                                    |                                                    |                                                    |                                                    |                                                    |

## 交通

### 航空
- 福州長楽国際空港

### 鉄道

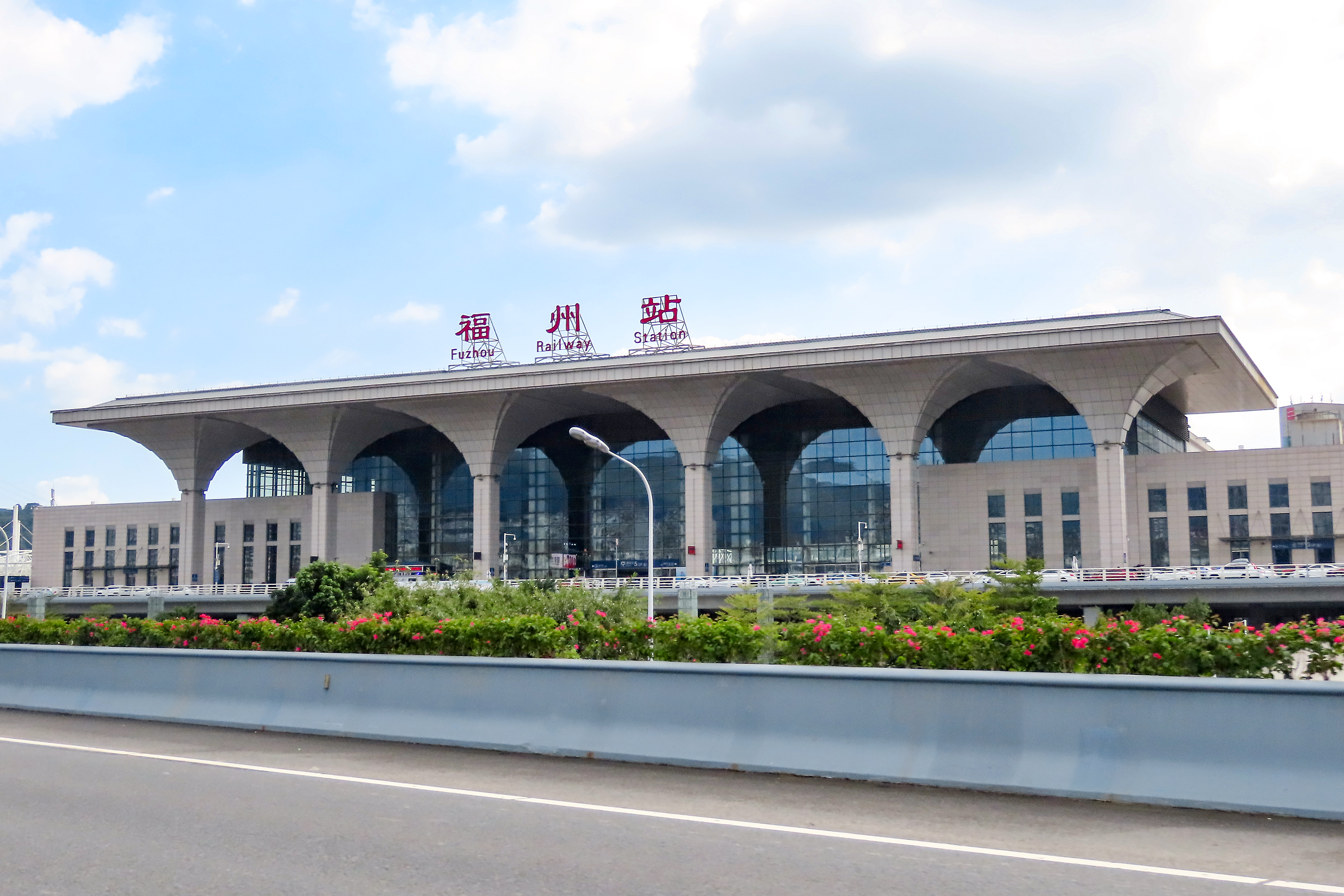
福州駅

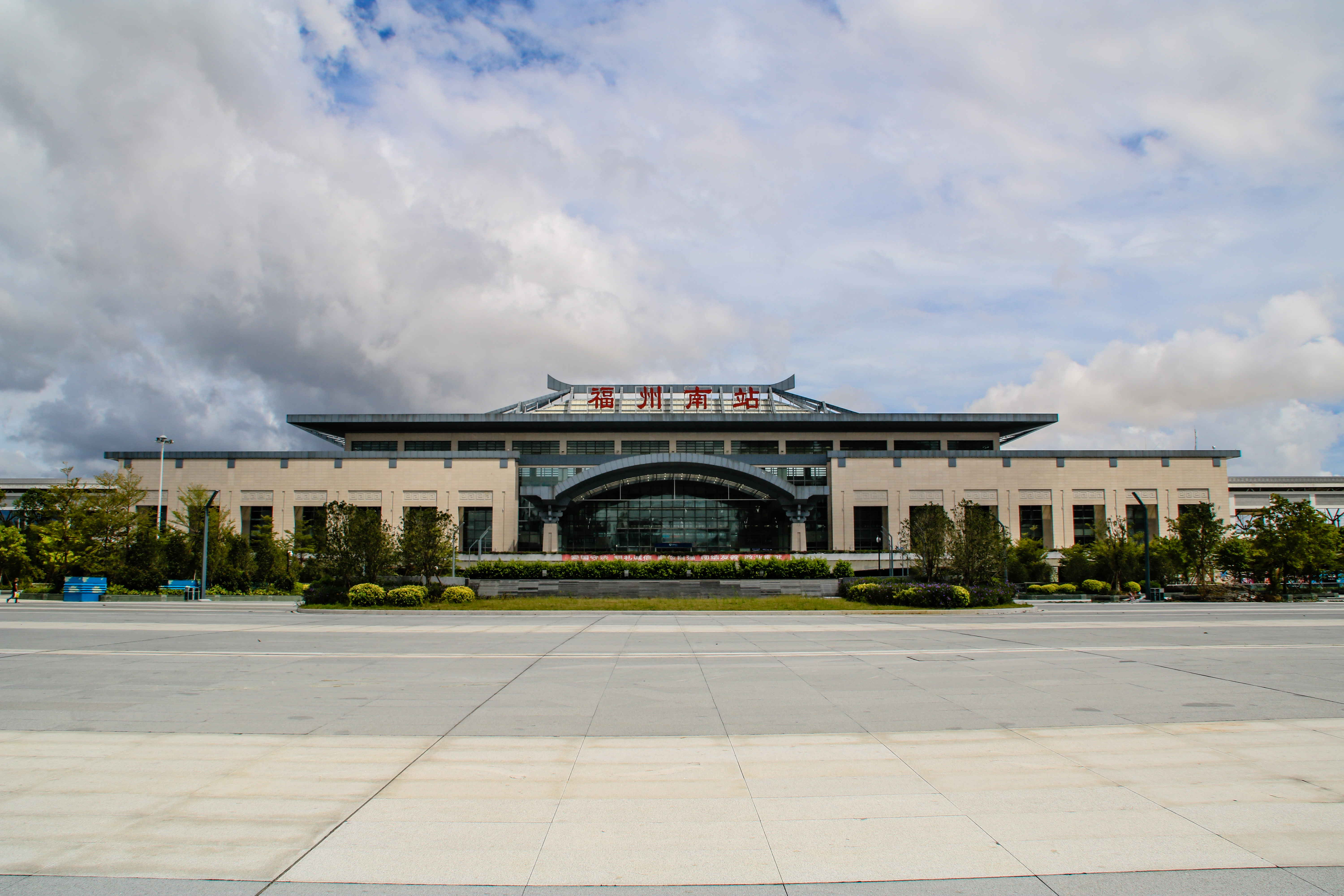
福州南駅

- 福州駅 -  高速鉄道の合福旅客専用線、温福線、福廈線、昌福線、福平線、および在来線の峰福線が利用可能。地下鉄も乗り入れる。
- 福州南駅 -  温福線の終点、および福廈線、福廈旅客専用線の起点駅。地下鉄も乗り入れる。
- 中国国家鉄路集団
  - 福廈旅客専用線（中国語版）
  - 合福旅客専用線
  - 温福線
  - 福廈線
  - 昌福線（中国語版）
  - 永莆線（中国語版）
  - 福平線（中国語版）
  - 峰福線（中国語版）
- 福州地下鉄
  - 1号線
  - 2号線
  - 4号線
  - 5号線
  - 6号線

### バス

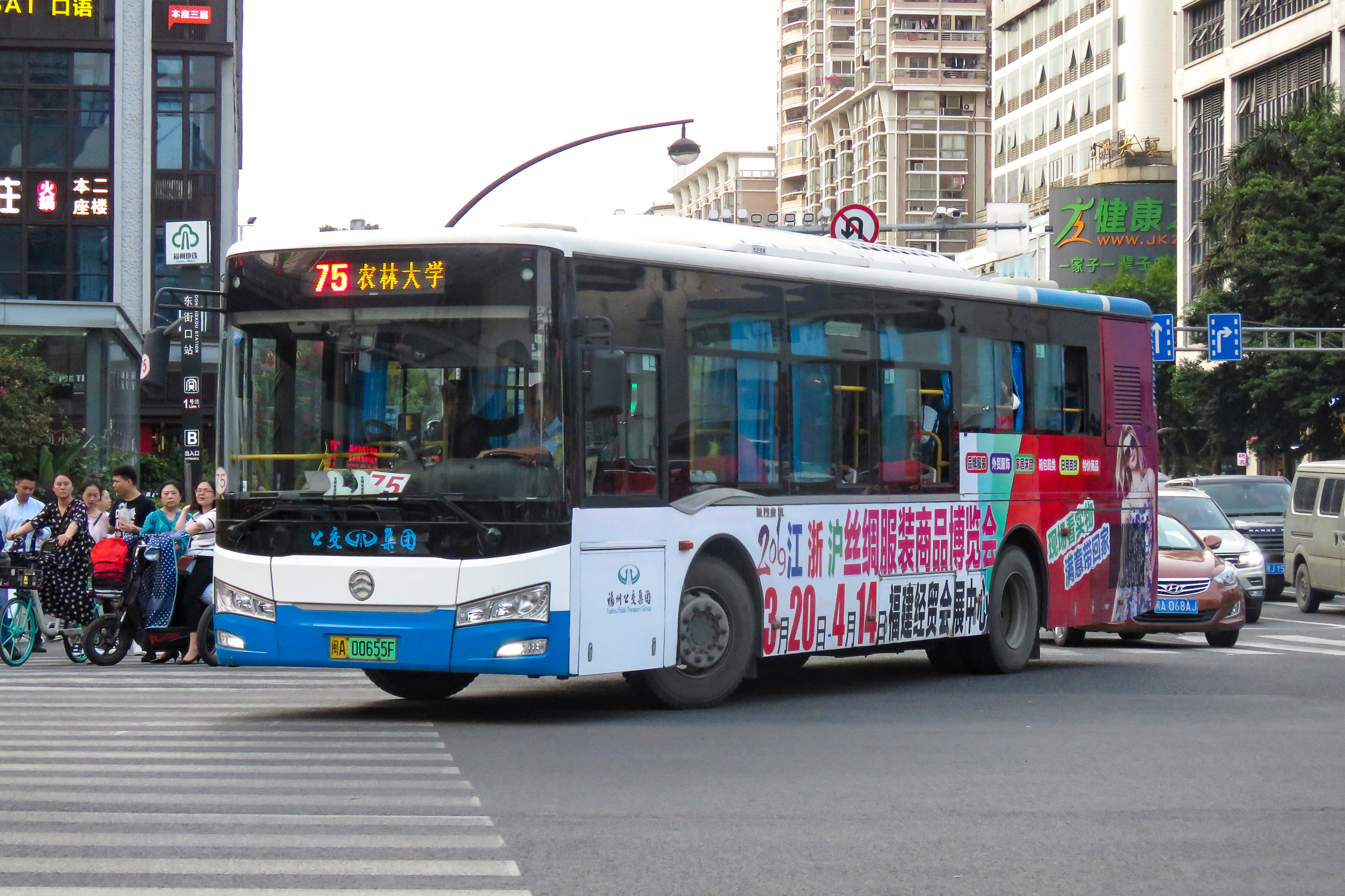
福州公交75路

- 福州公交（中国語版）

### 道路

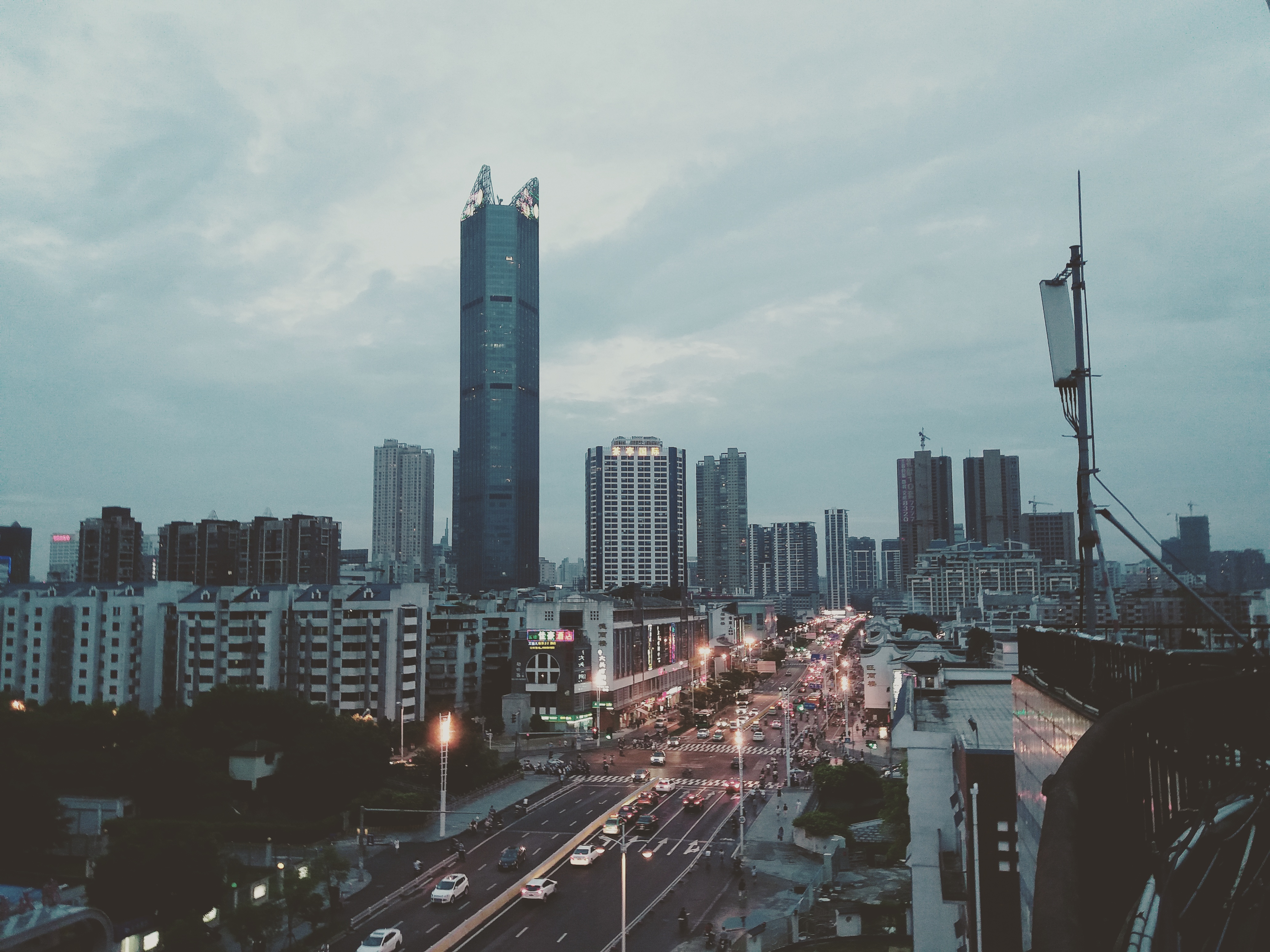
八一七路

- 高速道路
  -  京台高速道路
  -  瀋海高速道路
  -  福銀高速道路（中国語版）
  -  福州環状高速道路（中国語版）
  -  莆炎高速道路（中国語版）
  -  甬莞高速道路（中国語版）
  -  福廈高速道路（中国語版）
  -  福州南連絡線高速道路（中国語版）
  -  漁平高速道路（中国語版）
  -  福州空港高速道路（中国語版）

- 国道
  - G104国道（中国語版）
  - G228国道
  - G316国道（中国語版）
  - G324国道
  - G355国道（中国語版）
  - G534国道

### 港湾
- 小三通の一環で、下記区間に両岸航路が開設されている。
  - 連江県黄岐鎮黄岐港と馬祖列島北竿郷白沙港の間
  - 馬尾区琅岐港と馬祖列島南竿郷福澳港（中国語版）の間
- 馬尾港 閩江沿いに15キロメートルほどの河口にあり、国際貨物の拠点となっている。

## 教育

### 福建省一級達標中学（高等学校）
- 福州第一中学
- 福建師範大学附属中学
- 福州第三中学
- 福州第八中学
- 福州格致中学（福州第五中学）
- 福州高級中学
- 福州第四中学
- 福州第二中学
- 福州屏東中学
- 福州外国語学校（福州第九中学）
- 福建師範大学第二附属中学
- 福州第十八中学

### 大学

#### 国公立大学
- 福州大学
- 福建師範大学
- 福建農林大学
- 福建医科大学
- 福建中医薬大学
- 福建理工大学
- 閩江学院
- 福建警察学院
- 福建江夏学院
- 福建商学院
- 福建技術師範学院
- 天津大学福州国際キャンパス（建設中）

#### 私立大学
- 福州外語外貿学院
- ヤンゴ学院
- 福州理工学院
- 福州工商学院
- 福州大学至誠学院
- 福建農林大学金山学院
- 福建師範大学コンコルド学院

## 言語
福州では、北京語（普通話）以外に福州語が話されている。福州語は、閩東語グループに属する言語で、閩東語の主流言語で、約50km離れた福清市の方言とかなり似ている。また、歴史的に福州市は華僑の輩出地であるために、マレーシア、インドネシア、シンガポール、アメリカ、カナダ、日本などに多数の話者が存在する。

## 軍事
連江県には南京軍区に属する第31集団軍第86師団司令部が置かれ、福州港は寧波に司令部を置く中国東海艦隊の重要な基地である。

## 観光
- 鼓山

福州市郊外（南東）にある岩山で、2002年に国家重点風景名勝区に指定された。石段が整備され、市民のハイキングコースとして人気があり、山腹までリフトも引かれている。
リフトの終点から10分程度歩くと全国重点保護単位に指定された“鼓山摩崖石刻”がある。これは岩肌に「南無阿弥陀仏」「色即是空」「忠孝」といった題刻を彫りこんだもので400以上の題刻が色々な書体で彫りこまれている。
さらに5分ほど進み、小さな広場を過ぎて少し下ると、標高455mのところに福州五大禅寺の1つ“湧泉寺”（908年創建）がある。
- 福州国家森林公園

中国9大森林公園の1つ。福州市郊外（北）に立地する広大な公園。園内は緑に囲まれ、「鳥語林」という有料で鳥が見られる施設、宿泊施設や、樹齢千年といわれる大木、鯉が沢山戯れる池などが点在。
- 西湖
- 福建省博物館
- 西禅寺
- 開元寺 - 現存する福州市内最古の寺。空海が滞在。

887年創建。福州五大禅寺の1つで、もともと長慶寺と呼ばれた。福州西郊にある怡山の永欽里に位置しており、天王殿、大雄宝殿、法堂、蔵経閣など見所が多い。
- 華林寺：964年に建てられた中国南部最古の現存木造建築。
- 林則徐記念館
- 文廟
- 三坊七巷：昔の町並みを模倣した観光施設。2010年第1回「中国歴史文化名街」の1つに選定される[7]。

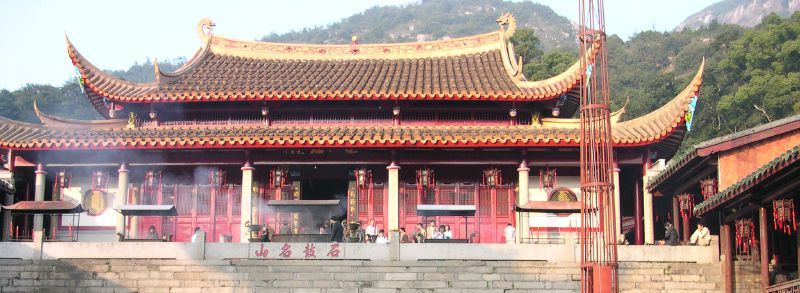
鼓山湧泉寺
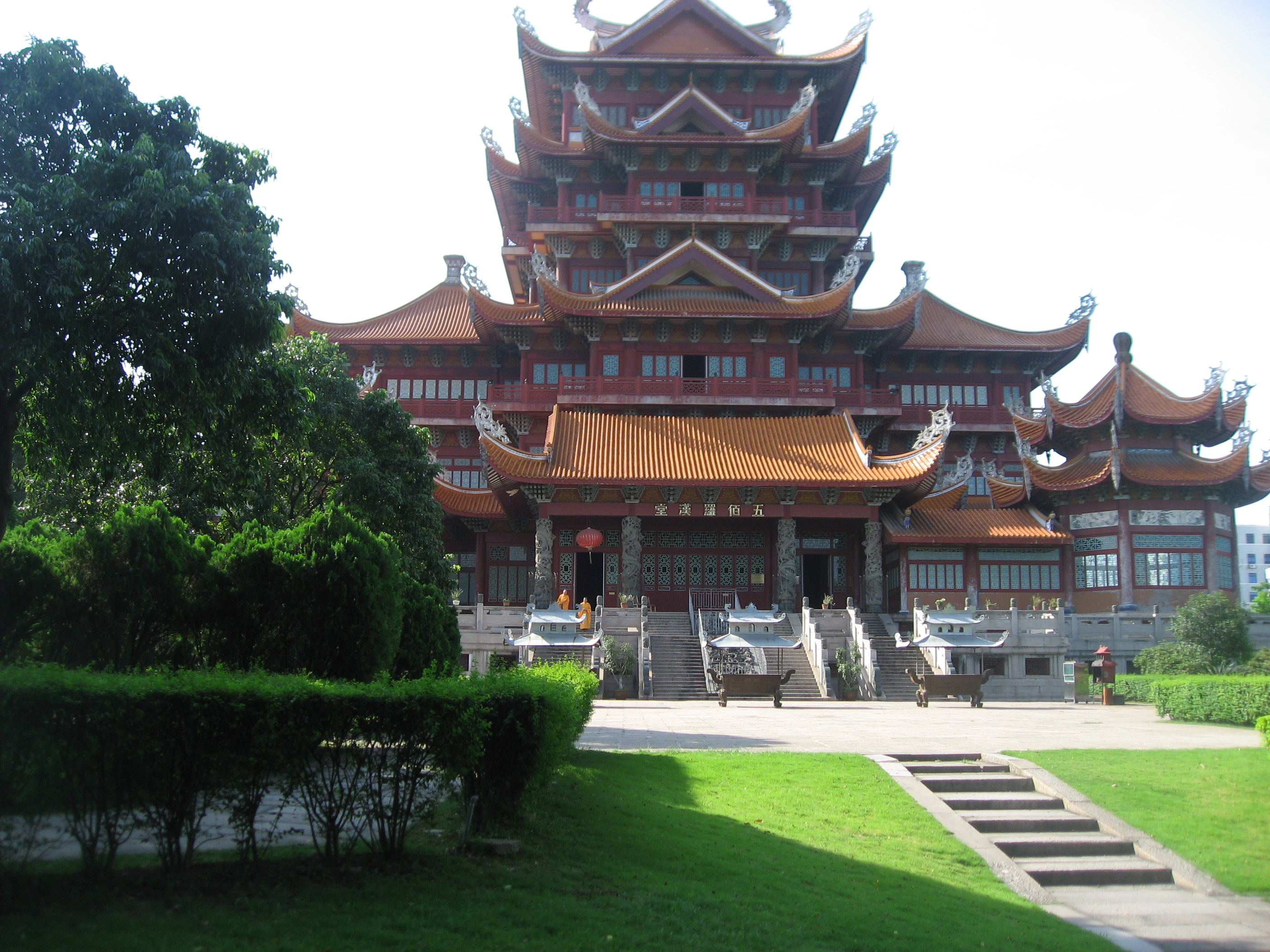
西禅寺
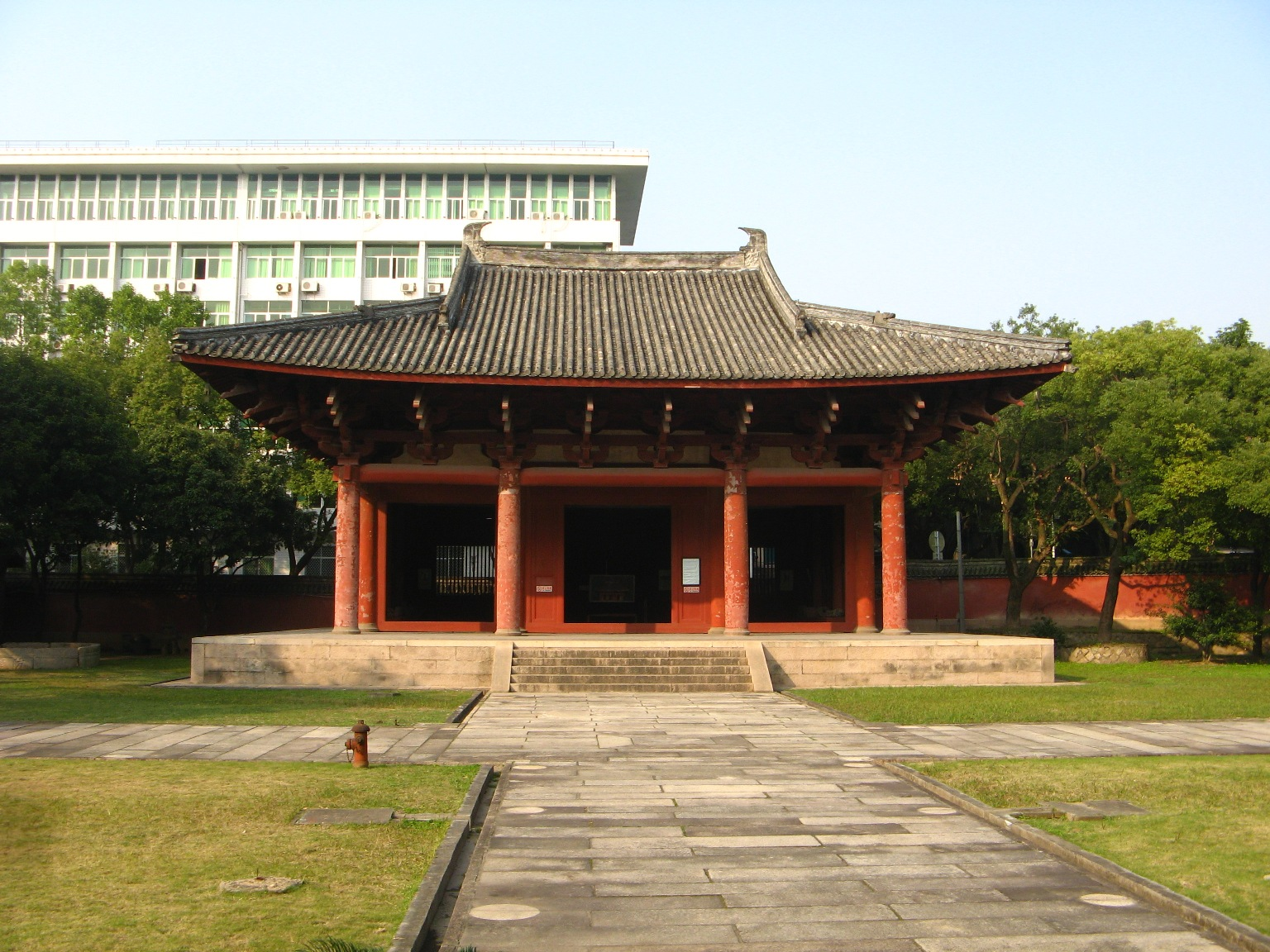
華林寺
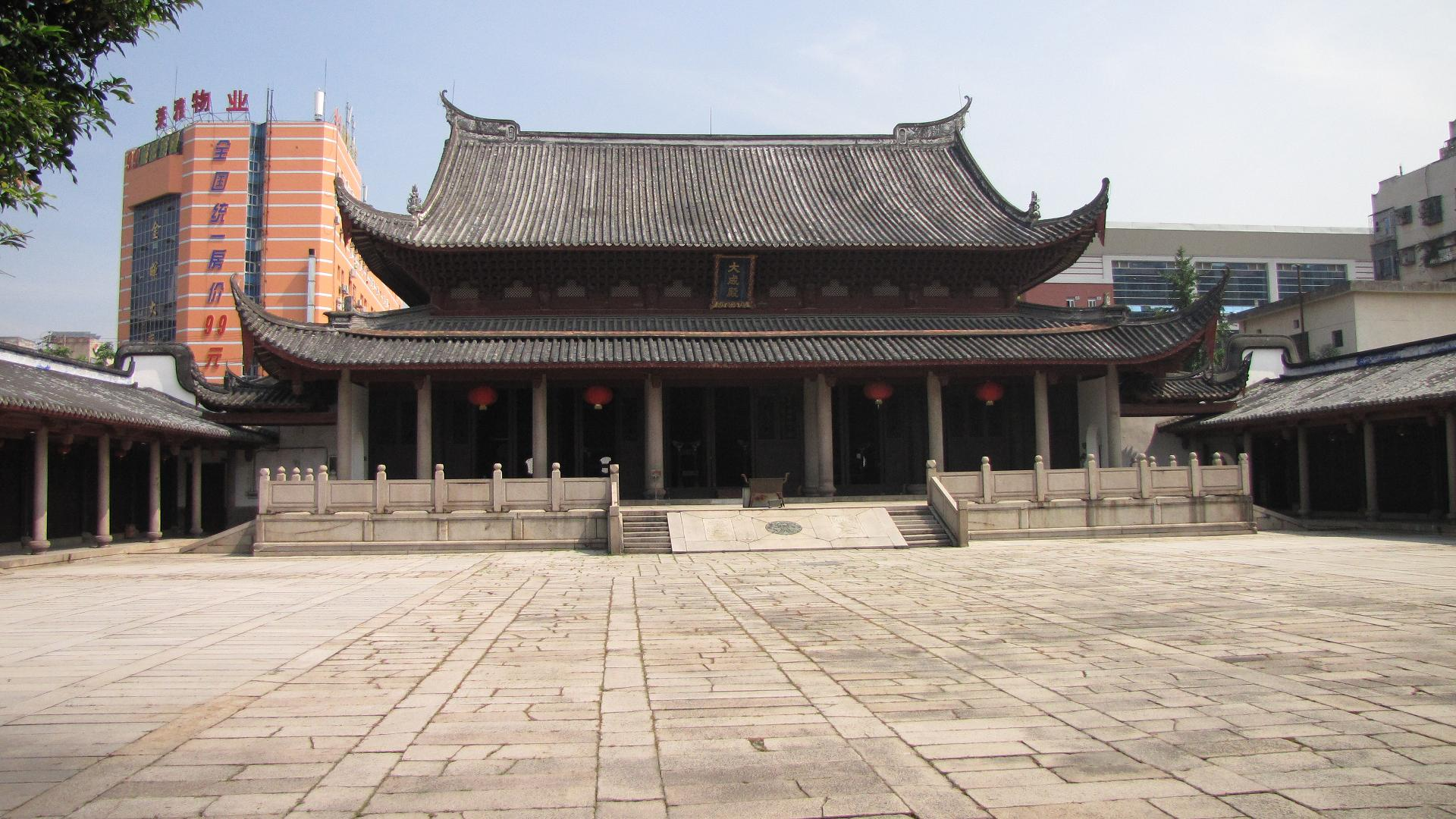
文廟
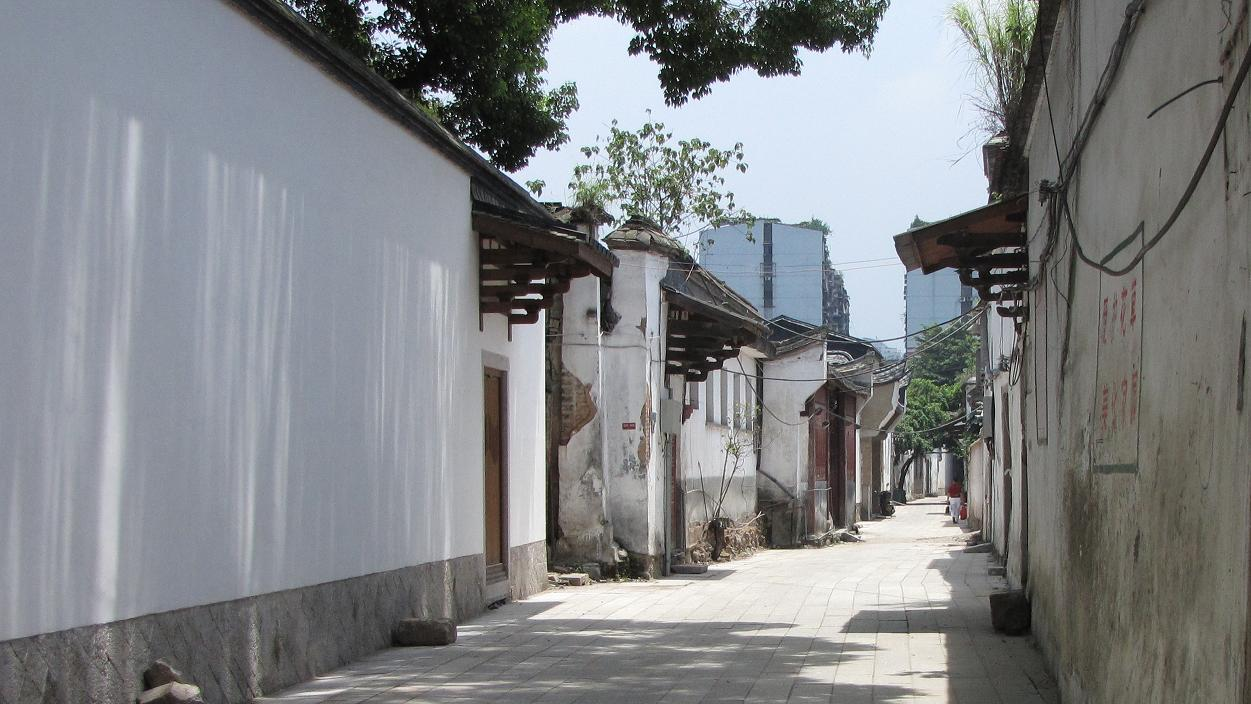
三坊七巷

## 特産品
- 佛跳牆
- 橄欖（カンラン）
- 脱胎漆
- コルク画
- 水牛の角細工 - 櫛
- 紙の傘
- 肉松

## 姉妹都市
福州市は、17都市と友好城市関係を、4都市と友好交流関係を結んでいる。

### 友好城市関係
| 都市                                         | 国                                       | 提携年月日     |
| -------------------------------------------- | ---------------------------------------- | -------------- |
| 長崎市                                       | 日本・長崎県                             | 1980年10月20日 |
| 那覇市                                       | 日本・沖縄県                             | 1981年5月20日  |
| シラキュース                                 | アメリカ合衆国・ニューヨーク州           | 1991年8月25日  |
| タコマ                                       | アメリカ合衆国・ワシントン州             | 1994年11月16日 |
| カンピーナス                                 | ブラジル・サンパウロ州                   | 1996年11月8日  |
| ショールヘイブン（英語: City of Shoalhaven） | オーストラリア・ニューサウスウェールズ州 | 2003年10月15日 |
| ジョージタウン                               | ガイアナ                                 | 2006年5月17日  |
| コシャリン                                   | ポーランド・西ポモージェ県               | 2007年5月19日  |
| モンバサ                                     | ケニア                                   | 2008年5月19日  |
| リオ・ガジェゴス                             | アルゼンチン・サンタクルス州             | 2014年11月12日 |
| オムスク                                     | ロシア・オムスク州                       | 2015年5月18日  |
| スマラン                                     | インドネシア・中部ジャワ州               | 2016年6月2日   |
| ホバート                                     | オーストラリア・タスマニア州             | 2017年1月4日   |
| マニラ                                       | フィリピン                               | 2017年12月1日  |
| リエージュ                                   | ベルギー・リエージュ州                   | 2018年3月1日   |
| ヌアディブ                                   | モーリタニア・ダフレト・ヌアジブ州       | 2018年9月8日   |
| シェムリアップ                               | カンボジア・シェムリアップ州             | 2019年5月18日  |

### 友好交流関係
| 都市                 | 国                                 | 締結された日  |
| -------------------- | ---------------------------------- | ------------- |
| 平沢市               | 韓国・京畿道                       | 2002年8月26日 |
| 光陽市               | 韓国・全羅南道                     | 2009年9月3日  |
| ダンケルク都市共同体 | フランス・オー＝ド＝フランス地域圏 | 2016年5月17日 |
| ホノルル             | アメリカ合衆国・ハワイ州           | 2019年9月     |